# 야마가타 대학
야마가타 대학(일본어: 山形大学, Yamagata University)은 일본의 국립 대학이다. 대학 본부는 야마가타현 야마가타시에 있다.

## 연혁
야마가타 대학은 1949년에 야마가타 고등학교(山形高等學校), 야마가타 사범학교(山形師範學校), 야마가타 청년 사범학교(山形靑年師範學校), 요네자와 공업 전문학교(米澤工業專門學校), 야마가타 현립 농림 전문학교(山形縣立農林專門學校)를 통합하여 설립되었다.
- 1949년 : 야마가타 대학 발족 (학부: 문리학부, 교육학부, 공학부, 농학부).
- 1967년 : 문리학부를 분리: 인문학부, 이학부, 교양부.
- 1973년 : 의학부 설치.
- 1996년 : 교양부 폐쇄.
- 2005년 : 교육학부를 지역교육문화학부로 개편.

이하, 야마가타 대학에 통합된 구 학교들의 연혁이다.
- 1920년 : 야마가타 고등학교 설립.
- 1921년 : 현 고지라카와(小白川) 캠퍼스로 이전.
- 1949년 : 야마가타 대학 문리학부가 됨.

- 1878년 : 야마가타 현 사범학교 설립.
- 1886년 : 야마가타 현 심상 사범학교로 개칭.
- 1898년 : 야마가타 현 사범학교로 개칭.
- 1901년 : 남자 사범학교와 여자 사범학교를 분리.
- 1943년 : 남자 사범학교를 여자 사범학교와 통합. 관립 야마가타 사범학교로 승격.
- 1949년 : 야마가타 대학 교육학부가 됨.

- 1922년 : 야마가타 현 실업보습학교 교원 양성소(山形縣實業補習學校敎員養成所) 설립.
- 1935년 : 야마가타 현립 청년학교 교원 양성소(山形縣立靑年學校敎員養成所)로 개칭.
- 1944년 : 관립 야마가타 청년 사범학교로 승격.
- 1949년 : 야마가타 대학 교육학부가 됨.

- 1910년 : 요네자와시(米澤市)에 요네자와 고등 공업학교(米澤高等工業學校) 설립.
  - 학과: 염직(染織)과, 응용화학과, 기계과.
- 1913년 : 염직과를 분리: 색염(色染)과, 방직과.
- 1922년 : 전기과 증설.
- 1939년 : 통신공학과 증설.
- 1942년 : 공작기계과 증설.
- 1944년 : 여네자와 공업 전문학교로 개칭.
  - 학과: 기계과, 화학공업과, 전기과, 전기통신과.
- 1949년 : 야마가타 대학 공학부가 됨.

- 1947년 : 쓰루오카시(鶴岡市)에서 개교.
  - 학과: 농과, 임과.
- 1949년 2월 : 야마가타 농업대학(山形農業大學)이 됨.
- 1949년 5월 : 야마가타 대학 농학부가 됨.

## 캠퍼스

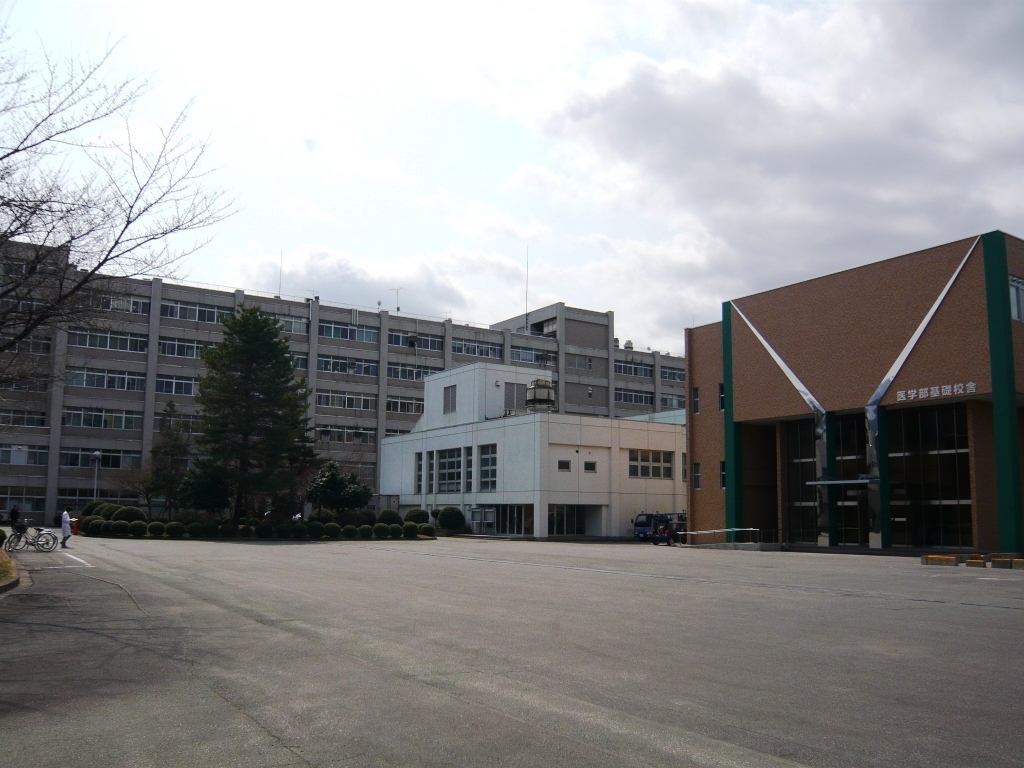
이다 캠퍼스(의학부)

- 고지라카와(小白川) 캠퍼스: 대학 본부 캠퍼스.
- 야마가타현 야마가타시 고지라카와마치(小白川町) 1-4-12.
- 이다(飯田) 캠퍼스: 의학부 캠퍼스.
- 야마가타 현 야마가타 시 이다니시(飯田西) 2-2-2.
- 요네자외(米澤) 캠퍼스: 공학부 캠퍼스.
- 야마가타 현 요네자와시(米澤市) 조난(城南) 4-3-16.
- 쓰루오카(鶴岡) 캠퍼스: 농학부 캠퍼스.
- 야마가타 현 쓰루오카시(鶴岡市) 와카바마치(若葉町) 1-23.

## 조직

### 학부
- 인문학부
  - 인간문화학과
  - 법경(法經)정책 학과
- 지역교육문화학부
  - 지역교육학과
  - 문화창조학과
  - 생활종합학과
- 이학부
  - 수리(數理)과학과
  - 물리학과
  - 물질생명화학과
  - 생물학과
  - 지구환경학과
- 의학부
  - 의학과 (6년제)
  - 간호학과
- 공학부
  - 고분자 유기재료공학과
  - 물질화학공학과
  - 기계 시스템 공학과
  - 전기전자공학과
  - 정보과학과
  - 응용생명 시스템 공학과
- 농학부
  - 생물생산학과
  - 생물자원학과
  - 생물환경학과

### 대학원
- 사회문화 시스템 연구과 (석사 과정)
- 교육학 연구과 (석사 과정)
- 이공학 연구과
- 의학계 연구과
- 농학 연구과 (석사 과정)
- 연합 농학 연구과 (박사 과정. 본부: 이와테 대학)

### 부속기관
- 도서관
- 의학부 부속 병원
- 부속 학교 (초등학교, 중학교, 유치원, 특별지원학교)